# Jóram (Izrael)
Jóram (hebrejsky: יְהוֹרָם‎, Jehoram, nebo zkráceně יוֹרָם‎, Joram) byl v pořadí devátým králem Severního izraelského království a čtvrtým králem z Omríovy dynastie. Jeho jméno se vykládá jako „Hospodin vyvýší“ či „Hospodin (je) vyvýšený“. Dle názoru moderních historiků a archeologů vládl asi v letech 851 až 842 př. n. l. Podle kroniky Davida Ganse by však jeho kralování mělo spadat do let 3043–3055 od stvoření světa neboli do rozmezí let 719–706 před naším letopočtem, což odpovídá 12 letům vlády, jak je uvedeno v Druhé knize králů.
Jóram byl synem krále Achaba a jeho ženy Jezábel. Na trůn v Samaří usedl po smrti svého bratra Achazjáše, což bylo ve 2. roce vlády judského krále Jórama, jeho švagra, jenž v té době spoluvládl v Jeruzalémě se svým otcem Jóšafatem. Díky rodinným svazkům bylo po dobu vlády obou Jóramů udržováno úzké spojenectví mezi královstvím severního Izraele a Judy. I když Tanach počínání izraelského krále Jórama hodnotí tak, že se dopouštěl toho, co je zlé v Hospodinových očích, přesto mu k dobru přiznává alespoň to, že se toho zlého nedopouštěl v takové míře „jako jeho otec a matka.“ Za doby své vlády úspěšně potlačil povstání Moábců, později byl ale raněn v boji s aramejským králem Chazaelem. Když se v Jizreelu léčil ze svých zranění, přišel ho navštívit jeho synovec Achazjáš, jenž byl toho času judským králem. Během této návštěvy společně vyjeli vstříc Jehúovi, který velel izraelskému vojsku, a ten oba usmrtil, vyvraždil všechny možné královské nástupce z Omríovy dynastie včetně potomků Jórama a sám usedl na izraelský trůn.
| Králové Izraelského království | Králové Izraelského království   | Králové Izraelského království |
| ------------------------------ | -------------------------------- | ------------------------------ |
| Předchůdce: Achazjáš           | 851–842 př. n. l. Jóram (Izrael) | Nástupce: Jehú                 |